# 大场佛教公墓

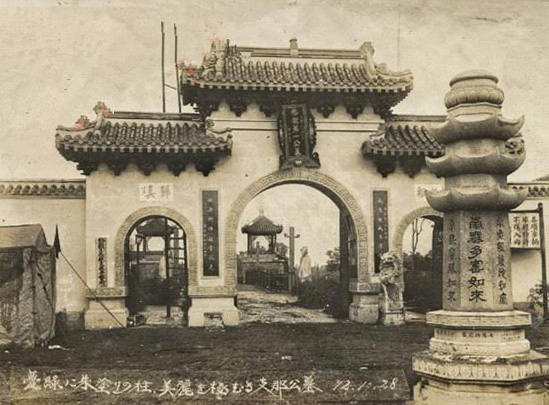
日本人拍摄的上海佛教公墓旧影

大场佛教公墓，又称佛教第一公墓、佛教公墓，是1935年创立的佛教公墓，现已不存。

## 历史
民国二十四年（1935年），由圆瑛法师倡导，上海佛教界僧俗在宝山县大场乡购地百亩，创设佛教第一公墓。
1953年，圆瑛法师逝世，由赵朴初等提议，中国佛教协会在大场佛教公墓建立圆瑛大师纪念塔。文化大革命初期，大场佛教公墓遭受破坏，后被工厂占用。

## 遗迹
圆瑛大师纪念塔曾被公墓原址的工厂砌在围墙中。2008年8月，工厂改造，围墙拆除，纪念塔重见天日。2008年9月27日，宝山区文保所工作人员对纪念塔进行拍照、记录。纪念塔经多地辗转后于2010年底迁至大场镇的金皇讲寺。